# سازدهنی ترمولو
سازدهنی تِرِمولو (به انگلیسی: Tremolo harmonica)، یکی از انواع سازدهنی است که برای هر نت موسیقی، دو زبانه دارد. هر دو زبانه با یک دانگ صدا کوک می‌شوند و یکی کمی زیرتر و دیگری کمی بَم‌تر است. این کار حالتی مواج به صدای سازدهنی می‌دهد که از دو زبانه بدست می‌آید. این ضرب را می‌توان تغییر داد و در حالتی‌که این ضرب سریع باشد (به علت دوری دو زبانه از دانگ صدای مرجع) آن را خیس (wet) می‌نامیم و اگر این ضرب کُندتر باشد آن را خشک (dry) می‌نامیم.

## کوک
معمولاً از سه کوک یا طرح نُت در سازدهنی ترمولو استفاده می‌شود. نوع قدیمی آن شبیه به همانی است که در سازدهنی دیاتونیک استاندارد، آکاردئون دیاتونیک و ارغنون بکار می‌رود. در این کوک، گام‌های اصلی دیاتونیک در میانه قرار دارند و اُکتاوهای بالای سازدهنی دربرگیرنده اکتاوهای پایین است.
```
(حروف بزرگ بیان‌کننده دمیدن در سوراخ‌ها و حروف کوچک، مکش است)
تنظیم رایج در اروپا و آمریکای شمالی
   1     2     3     4     5     6     7     8     9    10    (Hohner's labeling)
 1  2  3  4  5  6  7  8  9  10 11 12 13 14 15 16 17 18 19 20 
 ----
|C |f |E |a |G |b |C |d |E |f |G |a |C |b |E |d |G |f |C |a |
|C |f |E |a |G |b |C |d |E |f |G |a |C |b |E |d |G |f |C |a |
 ----

تنظیم رایج در آسیای شرقی 
 1  2  3  4  5  6  7  8  9  10 11 12 13 14 15 16 17 18 19 20 21 22 23 24
 ----
|G |d |C |f |E |a |G |b |C |d |E |f |G |a |C |b |E |d |G |f |C |a |E |b |
|G |d |C |f |E |a |G |b |C |d |E |f |G |a |C |b |E |d |G |f |C |a |E |b |
 ----
```

## بکارگیری
سازدهنی هارمونیکا رایج‌ترین نوع سازدهنی در جهان است و در شرق آسیا رواج بالایی دارد و در انواع گونه‌های موسیقی از موسیقی بومی گرفته تا موسیقی کلاسیک استفاده می‌شود. در غرب نیز از این ساز استفاده می‌شود. انواعی از سازدهنی ترمولو نیز ساخته شده که برای اجرای گروهی ساخته شده و هر کدام نُت‌های مخصوصی را می‌نوازند.